# ターキッシュ エアラインズ6491便墜落事故
ターキッシュ エアラインズ6491便墜落事故（ターキッシュ エアラインズ6491びんついらくじこ）は2017年1月16日に香港発キルギス・ビシュケク経由トルコ・イスタンブール行きの貨物便ターキッシュ エアラインズ6491便（ACT航空が運航、機材：ボーイング747-400F）がキルギスのビシュケクにあるマナス国際空港の近くに墜落した事故。
この事故で事故機の乗員4人全員と空港の近くの住民35人、合わせて39人が死亡した。

## 機体
事故機はボーイング747-412Fであり、機体記号はTC-MCL、シリアル番号は32897であった。元シンガポール航空9V-SFLで、2003年に製造された。
事故機は中国の海航集団傘下でトルコ・イスタンブールに本社を置く貨物航空会社ACT航空の保有機材であった。

## 事故概要

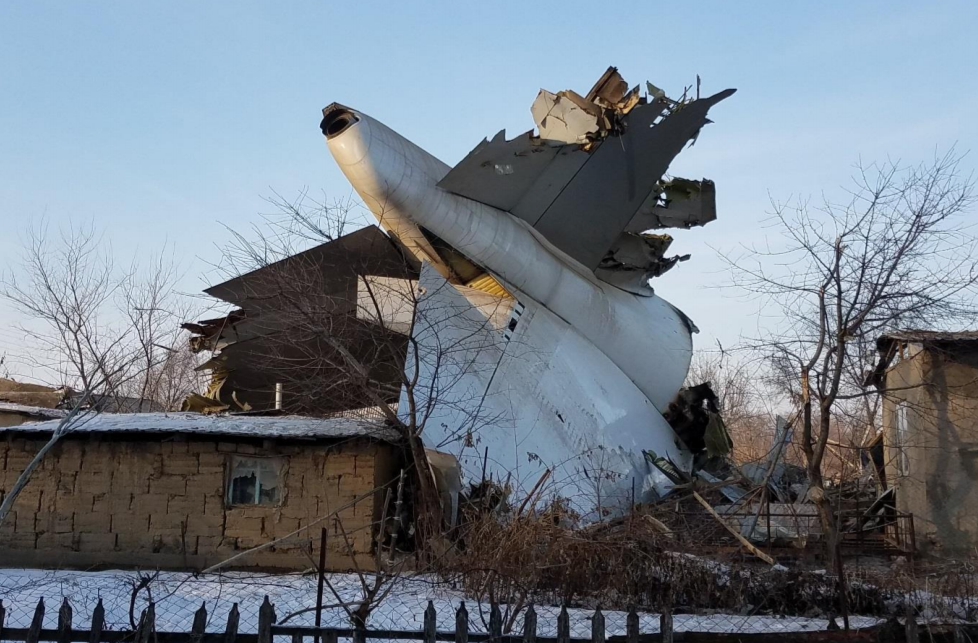
事故機の尾翼の残骸

給油のため、濃霧の中でマナス国際空港への着陸を試みたが着陸に失敗し、現地時間午前7時30分ごろに住宅街に墜落した。
この事故で乗員4人全員と空港の西約2kmに位置するダーチャ＝スー村の住民35人（うち子供17人）、合わせて39人が死亡した。
目撃者や救助者によれば、操縦士は発見時には意識があり、シートベルトを締めて着席していた。その後、操縦士は救急車で病院に搬送された。
また、少なくとも地上にいた15人（うち子供6人）が負傷した。このうち1人は病院へ搬送後、傷がもとで死亡した。
この事故で、村内の43軒のうち23軒の民家が壊れ、一時、火災も発生していた。事故後、マナス国際空港は閉鎖され、全便の運航を停止した。

## 各国の対応
副首相は、昼前までに1,000人以上の救助隊員が現場にいたと述べた。保健大臣は、現地時間の午前11時46分までに医師および心理学者約56人と救急隊員14人が現場に派遣されたと述べた。
ロシアやカザフスタン、ベラルーシ、アゼルバイジャン、タジキスタン、ウズベキスタン、アルメニア、モルドバ、トルクメニスタン、ジョージア、トルコの大統領など数多くの国家元首や、国連の代表、教皇が弔意を表した。
キルギスでは、1月17日を国家的に喪に服す日とすると宣言した。

## 調査

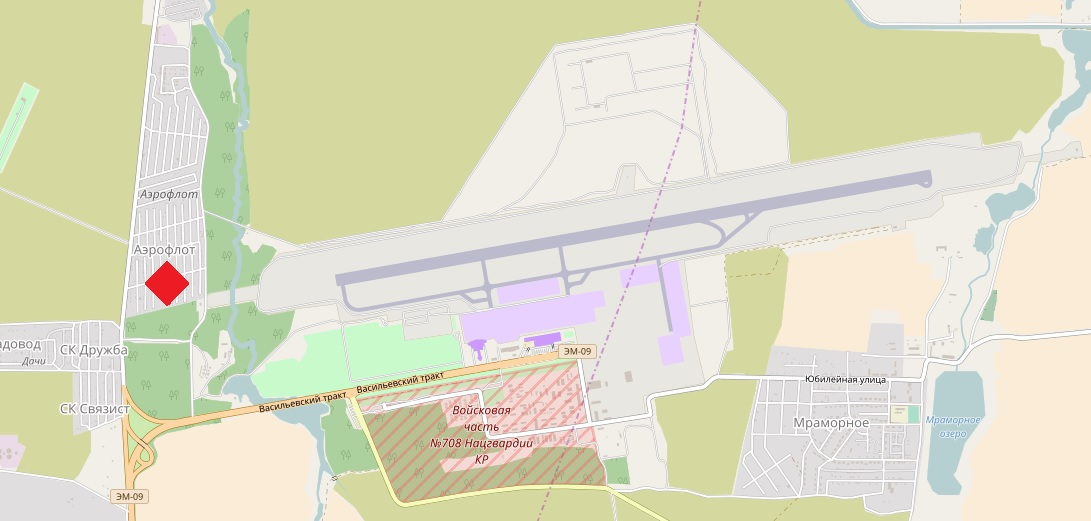
事故機はマナス国際空港の滑走路26の末端付近に墜落した。

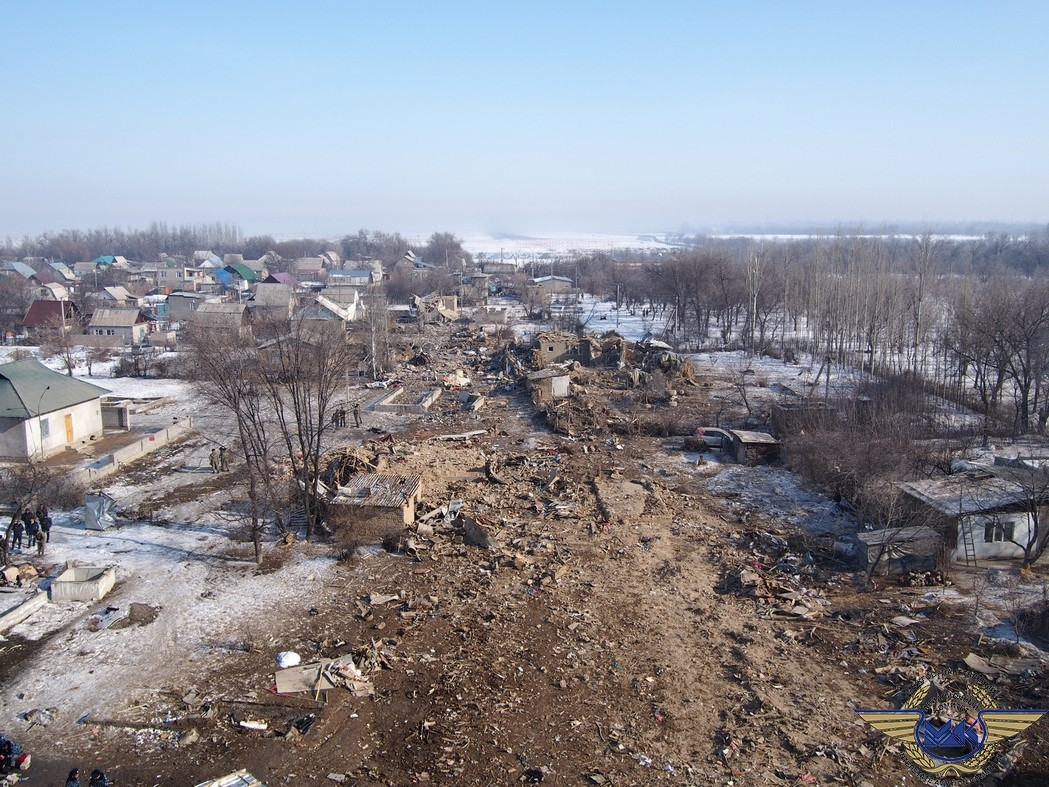
事故直後のダーチャ＝スー

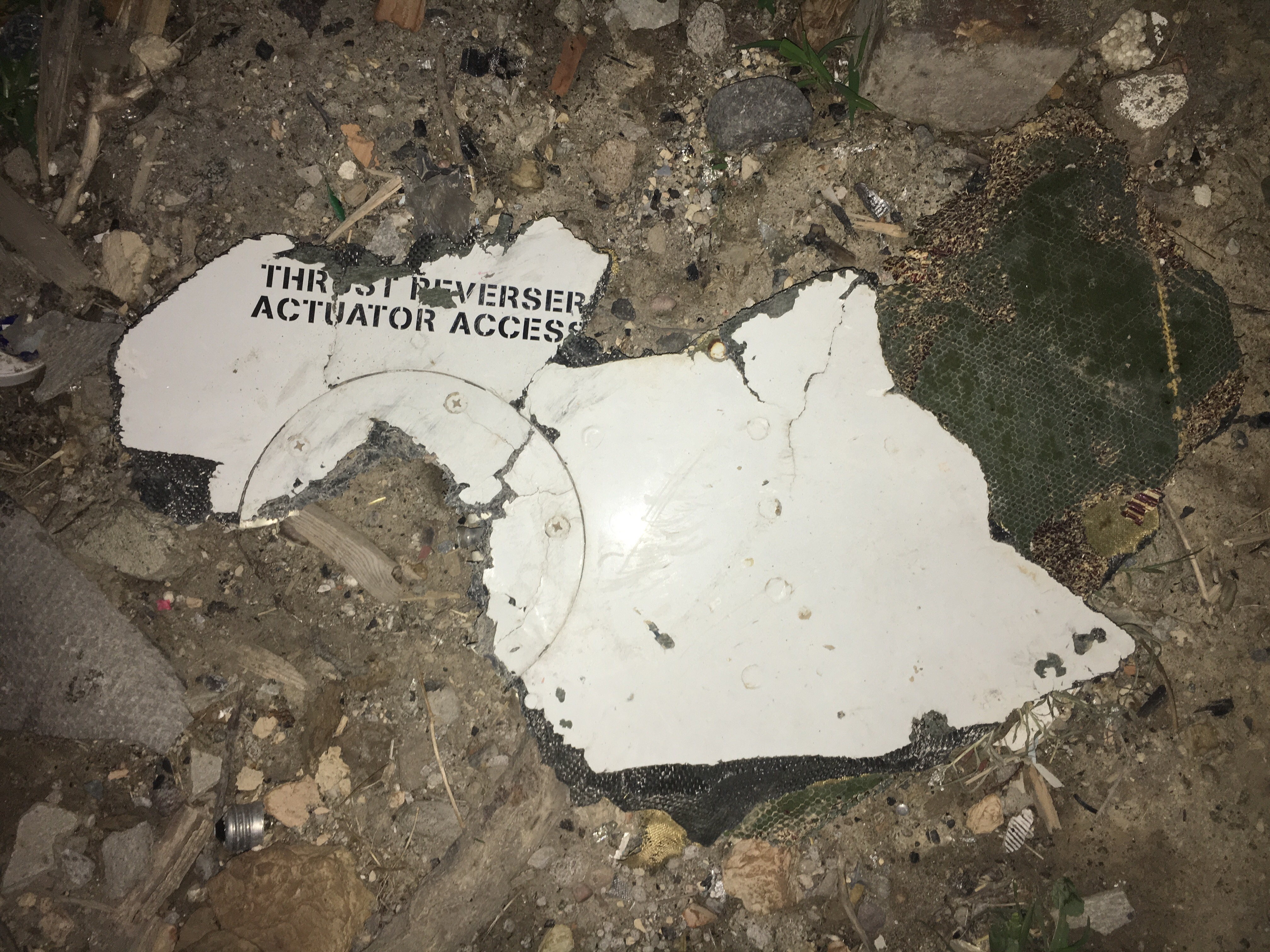
6491便の残骸

キルギスの非常事態大臣は、事故当時空港に霧がかかっていたが、気象条件に問題はなかったとべた。1月16日の午後、首相府は2つあるブラックボックスのうち1つを回収したと発表した。その後、もう一方も発見されていたと分かった。フライトデータレコーダ (FDR) とコックピットボイスレコーダ (CVR) はどちらも損傷しており、1月21日時点でFDRからデータを引き出すことができたが、CVRからはデータを引き出せていない。
副首相は事故前日も事故当日と同じ気象条件だったが11機が無事に着陸していたことを挙げ、事故原因はパイロットエラーの可能性があると示唆した。副首相は事故機は2度着陸を試みており、最初の進入時に着陸灯を損傷していたとも述べた。別の公式声明では乗員は着陸復行を行わず、事故機は最初の進入時に墜落したとされている。
独立国家共同体を管轄する国家間航空委員会が技術的な調査を行っている。
トルコ運輸省はキルギス当局を支援するため、同国の事故調査委員会から専門家を2人派遣したと発表した。
ボーイングの技術チームはアメリカ国家運輸安全委員会 (NTSB) の要請で事故現場に向かい、NTSBの指揮の下で支援を実施している。
中間報告書によれば、事故機は誤ったグライドスロープを捕捉していた。決心高度（99フィート）で目標物を視認できなかったため、乗員は電波高度58フィートでTOGAスイッチを押して着陸復行を行った。しかし、安全に再上昇するのに十分な高度がなかった。
2020年2月2日、国家間航空委員会は事故に関する最終調査報告書を発表した。それによるとパイロットは正しいグライドスロープを捕捉せず地上で反射した疑似グライドスロープを捕捉してしまったがその事を確認せずに着陸を続行、このため機体は滑走路末端を過ぎた段階で100フィートの高度だった。この段階でパイロットは滑走路を視認できなかったためゴーアラウンドを選択、降下は止まったが右の翼が立ち木に衝突しそのまま墜落した。
クルーの疲労、ブリーフィングの不十分、悪天候による滑走路の視認ができなかった事、管制官が航空機の位置を確認する体制になっていなかった事など複数の要因が重なった結果の事故と結論付けられた。